# Doubles Vies
Pour plus de détails, voir Fiche technique et Distribution.
Doubles Vies est un film français réalisé par Olivier Assayas, sorti en 2018.

## Synopsis
L'éditeur Alain Danielson, ami de l'écrivain Léonard Spiegel, décide de ne pas publier son dernier livre. Les romans de Léonard s'inspirent très étroitement de sa vie et des personnes qu'il côtoie, ce qu'elles n'apprécient pas toujours. Séléna, la femme d'Alain, est comédienne dans une série à succès alors qu'elle préférerait jouer au théâtre. Elle entretient depuis plusieurs années une relation avec Léonard, et trouve, quant à elle, que son dernier roman est excellent. 
Alain, qui s'interroge sur l'avenir de l'édition face à la transformation numérique et l'arrivée des livres numériques, vient d'embaucher une jeune femme dynamique, Laure d'Angerville, pour travailler sur ces sujets. Il entame une relation intime avec elle. Laure est convaincue que l'avenir appartient au livre numérique et que le secteur de l'édition subira des transformations majeures. 
Marc-Antoine Rouvel, le propriétaire de la maison d'édition que dirige Alain, lui dit qu'il envisage de vendre les éditions Verteuil à un grand groupe du numérique. Sa compagne ayant apprécié le manuscrit de Léonard, Alain se sent obligé de le publier.  
Le roman rencontre un succès non négligeable. Léonard et Valérie se rendent dans la résidence secondaire d'Alain et Selena, et Valérie annonce à Léonard qu'elle est enceinte.

## Fiche technique
- Titre français : Doubles Vies
- Réalisation : Olivier Assayas
- Scénario : Olivier Assayas
- Photographie : Yorick Le Saux
- Décors : François-Renaud Labarthe
- Montage : Simon Jacquet
- Son : Nicolas Cantin
- Production : Charles Gillibert
- Société de production : CG Cinéma / Coproduction : Arte France Cinéma, Vortex Sutra, Playtime / SOFICA : Cofinova 14, Indéfilms 5, LBPI 11, Sofitvciné 5
- Société de distribution : Ad Vitam Distribution
- Pays de production :  France
- Durée : 108 minutes
- Genre : comédie dramatique
- Dates de sortie :
  - Italie : 31 août 2018 (Mostra de Venise)
  - France : 16 janvier 2019

## Distribution
- Juliette Binoche : Selena Danielson, actrice, la femme d'Alain
- Guillaume Canet : Alain Danielson, le directeur des Éditions Verteuil
- Christa Theret : Laure d'Angerville, la responsable de la transition numérique auprès d'Alain
- Pascal Greggory : Marc-Antoine Rouvel, le propriétaire des Éditions Verteuil
- Vincent Macaigne : Léonard Spiegel, auteur, mari de Valérie et ami d'Alain
- Nora Hamzawi : Valérie, assistante parlementaire, compagne de Léonard
- Lionel Dray : Ludwig, l'ami éditeur
- Sigrid Bouaziz : Victorine, l'amie éditrice
- Nicolas Bouchaud : David, un homme politique pour lequel travaille Valérie
- Olivia Ross : l'amie de Laure
- Violaine Gillibert : Paloma, une amie de Marc-Antoine
- Laetitia Spigarelli : Amélia
- Thierry de Peretti : l'invité de Marc-Antoine
- Aurélia Petit : l'invitée de Marc-Antoine
- Laurent Poitrenaux : l'auteur
- Antoine Reinartz : Blaise, le libraire d'Arles
- Jean-Luc Vincent : Carsten, l'auteur de « Marécage »
- Stéphane Roger : l'agent de Selena
- Raphaël Neal et Benjamin Bellecour : deux lecteurs à la rencontre avec Léonard à la librairie d'Arles
- David Blot : l'animateur radio
- Jeanne Candel : l'attachée de presse

## Accueil

### Critiques
Le film reçoit une note moyenne de 3.0 de la part de la presse sur AlloCiné.
Le Figaro souligne « une légèreté bienvenue » et les « bons numéros d'acteurs », tandis que Le Monde salue « la virtuosité d'Assayas [qui parvient à] synchroniser le mouvement de [...] deux forces inégales. La magnitude de la catastrophe et la petitesse des aspirations et des désirs font deux meules qui broient menu les vies de quelques-uns de nos contemporains ». Télérama y voit « un vaudeville ironique filmé par Olivier Assayas comme un thriller », mais Libération affirme que le film « ne dit rien du monde du livre qu’il caricature mais réunit les poncifs de la comédie sentimentale à la française ».